# Alejandro Durán
Gilberto Alejandro Durán Díaz (El Paso, Cesar, 9 de febrer, 1919 - Montería, Còrdova, 15 de novembre, 1989), conegut com a Alejo Durán i anomenat el negre Alejo, va ser un acordioner, compositor i cantant colombià de vallenato. El 1968 va guanyar el concurs d'acordioners del primer Festival de la Llegenda Vallenata, convertint-se així en el primer Rei Vallenato.

## Origen
Gilberto Alejandro Durán Díaz va néixer a Colòmbia, i era fill de Nàfer Donato Durán Mojica i Juana Francisca Díaz Villareal. Entre els seus germans figuren Luis Felipe Durán i el cantautor i acordioner Náfer Durán. El seu germà Luis Felipe va gravar un àlbum en 1949 sense gaire èxit.
Els seus ancestres provenen d'Antioquia amb Pío Durán, el seu besavi, qui era músic i interpretava el tiple, el seu fill Juan Bautista Durán Pretel i avi de Nàfer, també va ser músic, acordioner i gaiter.
El Paso és un poble situat entre els rius Cesar i Ariguaní, habitat des d'un principi per texans, agricultors i tocadors de tambor. De nen Alejandro deambulava per la sabana, treballant des dels deu anys a la finca Las Cabezas.

## Carrera
Inicis
Quan tenia 23 anys, va començar a treballar com a ajudant de vaqueria en algunes finques del departament del Magdalena Grande. Allí Alejo descobreix en la veu dels texans, el to i els temes de les cançons rústiques tan aliens al que coneixia, deixant-lo captivat.
El 1943, als 26 anys, treu el vell acordió del seu oncle Octavio d'un bagul on comença a tocar-lo i fer-lo sonar d'acord amb el to de veu greu, ronca i semblant a la de la seva mare quan cantava tamboras al desembre.
Segons David Sánchez Juliao, Durán va aprendre a tocar la caixa, violina i guacharaca, l'acordió ja esmentat ho va aprendre quan ja era gran i va tenir entre els seus professors Octavio Mendoza conegut com "El negro Mendo" i Víctor Julio Silva, els germans Náfer i Luis Felipe van organitzar un grup musical i amenitzaven festes a la regió del sud de Bolívar. El seu primer disc el va gravar a Barranquilla amb els seus germans i van nomenar l'agrupació "El Conjunto de los Tres Durantes" que van gravar sota els segells discogràfics; Fuentes, Curro, Silver, C.B.S i Tropicaly. Durán va adquirir el sobrenom de "El Rei Negro del Acordeón" per part dels seus admiradors. La seva primera cançó va ser un són anomenat Las Cocas.
Durán va ser qui va extreure a l'acordió les notes més sonores i fortes, acompanyant-les amb el titubeig del cap que portava sempre embotit en un barret sabaner. La seva melodia monòtona, el seu estil pausat, la manera d'interpretar, les entonacions que sortien d'una sola filera de l'acordió, s'assemblaven als primers joglars que es van donar a la tasca de descobrir els secrets amagats dels primers instruments. La seva fama començava i llavors en El Paso ja se'n parlava, perquè els seus discos arribaven a la riba del riu.
Primer Festival de la Llegenda Vallenata
Al primer Festival de la Llegenda Vallenata (1968), organitzat al casal colonial d'Hernando Molina, es va realitzar enmig de l'escepticisme d'amics i amigues d'Alfonso López Michelsen i Consuelo Araújo Noguera, que no van creure que el certamen pogués assolir l'èxit que finalment va tenir. En una improvisada tarima de fusta es va dur a terme el Primer Concurs d'Acordioners en què en la final del qual van competir: Luis Enrique Martínez El Pollo Vallenato, Ovidio Granados Durán, Emiliano Zuleta Baquero i Alejandro Durán Díaz.
Un gran grup dels seus seguidors donava per descomptat que el Rei seria el vell Emiliano Zuleta, i sota aquest supòsit se'l van portar a celebrar anticipadament durant tota la tarda, de manera que a la nit, quan va arribar l'hora de la competència, Emiliano no va estar disponible entre els tres anomenats que se li van fer lloc perquè pugés a competir. Això va motivar la seva desqualificació i, asseguren alguns, li va aclarir el camí a Alejo Durán, que llavors no tenia el renom i la popularitat que després ho va fer famós.
Alejo va concursar amb la puya "Mi pedazo de acordeón", el són "Alicia Adorada", la merenga "Elvirita" i el passeig "La cachucha bacana". El segon lloc va ser per a Ovidio Granados i el tercer per a Luis Enrique Martínez. Van ser jurats: Rafael Escalona Martínez, Tobías Enrique Pumarejo, Gustavo Gutiérrez Cabello, Jaime Gutiérrez de Piñeres i Carlos H. Escobar.
Primer festival Rey de Reyes
El 1987, amb motiu de la vintena edició del Festival de la Llegenda Vallenata, es va resoldre l'organització d'una edició especial del festival la qual seria coneguda com a "Rey de Reyes". Hi participarien els acordioners que haguessin guanyat el festival anteriorment, amb la qual cosa s'esperava que s'oxigenés el festival de cara al públic. En aquest festival van participar joglars com Luis Enrique Martínez (rival de Durán al primer festival), Elberto López, Egidio Cuadrado, Raúl Martínez, Calixto Ochoa, Orángel Maestre, Nicolás "Colacho" Mendoza i Alejandro Durán, sent els quatre últims finalistes en aquella edició. Alfredo Gutiérrez no es va presentar al festival per al·legacions de tripijocs, opinió que era compartida per Alejo i Luis Enrique.

A la final del concurs, quan semblava segur guanyador i sent favorit absolut del públic, Alejo va equivocar l'execució dels baixos a la puja de la seva autoria "Pedazo de acordeón". Tot seguit, va aturar l'execució i, obrint els braços va dir al públic present a la plaça Alfonso López de Valledupar: 
| « | "Poble: m'he acabat de desqualificar jo mateix". | » |

 I va procedir a donar les explicacions del cas al jurat i a baixar-se de la tarima Francisco El Hombre. Posteriorment, davant de la insistència del públic, el jurat li va permetre acabar la seva actuació, però la corona va ser finalment per a Nicolás Mendoza enmig de protestes i trets d'escopeta.

## Discografia
| - 1961 La ola del vallenato - 1964 Canto a sabanas - 1965 El rey del vallenato - 1965 Llévame - 1967 Cachucha bacana - 1968 Festival vallenato primer premio - 1968 Pedazo de acordeón - 1968 Trago gorriao - 1968 Triunfador del festival vallenato - 1969 Fuera de concurso - 1969 No fían ron - 1969 Rey negro del acordeón vallenato - 1969 Ron con limón - 1970 Alejandro Durán interpreta Escalona | - 1970 El pajarito - 1970 Mi ramillete - 1970 Nuevamente - 1971 El tigre - 1971 Mas vallenatos - 1971 Sabor de fiesta - 1972 Alejandrito - 1972 El gran alejo - 1972 Rey negro del acordeón vallenato - Vol 8 - 1972 Rey Negro en acordeón vallenato - 1973 1-Alejo 73 - 1973 Nube viajera y otros éxitos - 1974 La luz - Rio crecido - 1975 A Santa Marta antigua - 1975 Alejo se muere de risa | - 1975 El indio sinuano - 1976 El negro del acordeón - 1976 Mi dolor - 1977 El guayabo de alejo - 1977 El leñazo - 1978 Tu retrato - 1979 Maldito trago - 1980 Ya viene el vallenato - 1981 Alejandro Durán y su época de oro - Vol 2 - 1982 Sabor vallenato - 1984 Mi estilo - 1985 Una voz Hecha Historia - 1986 De parranda con alejo - 1989 El maestro - 1989 Siempre |

## Llegat
Algunes de les seves composicions i interpretacions més destacades són Fidelina, Altos del Rosario, 039, El Mejoral, Guepajé, Pobrecito corazón, Los campanales, Este Pobre Corazón, El bautismo, El Compromiso, Los Lentes, La Puya Vallenata, Mi Folclor, Carmencita, Besito Cortao, A dónde estará Durán, El Adivino, A mi Pueblo, Qué tienen las mujeres, Las Viejas no me quieren y Ceja Encontrada. Hi canta les dones (Alicia Adorada -autoria de Juancho Polo València-, Evangelina, Elvirita, Reyita, Candy, Tast, Àngela, Cornelia, La Niña Guillo, Mayito i Cholita, entre d'altres), als amics, al paisatge i als costums de la seva terra.
En les seves interpretacions va usar interjeccions populars com "Oa!", "Hombe!", "Apa!", "Sabroooso!", i "Aaay!". On va cultivar tots els ritmes vallenatos, la puya ("Pedazo de Acordeón", entre d'altres), el passeig ("La cachucha bacana", entre d'altres), la merenga ("Maruja", entre d'altres), el son ("Joselina Daza", "Fidelina", entre d'altres) i la tambora ("La candela viva" Compositor: Heriberto Pretel).
L'any 2000, Caracol Televisión va estrenar una telenovel·la en homenatge al joglar anomenada Alejo, la búsqueda del amor..

## Mort
Gilberto Alejandro Durán Díaz va morir el 15 de novembre de 1989 a Montería; dies enrere un infart de miocardi deteriorava la salut ja condicionada per la diabetis. Les seves restes reposen al cementiri Jardins d'Esperança de Planeta Rica.

## Filmografia
- Alejo, la búsqueda del amor: telenovel·la basada en la vida d'Alejo Durán produïda per Caracol Televisión i protagonitzada per Moisés Angulo.

## Honors
Una escultura al parc dels Joglars a Planeta Rica Córdoba. La rotonda Pedazo de acordeón de Valledupar, on convergeixen les carreres 9, 19 i el carrer 30, va ser nomenada en honor a la seva composició. El Festival Vallenato que es realitza anualment al municipi del Paso va ser anomenat Festival Pedazo de acordeón en honor a la composició. Una escola al municipi d'Altos del Rosario, Bolívar, porta el nom d'Alejandro Durán Díaz.

## Congos d'Or
Atorgat al estival de Orquestas del Carnaval de Barranquilla
| Any  | Treball nominat | Categoría             | Resultat  |
| ---- | --------------- | --------------------- | --------- |
| 1985 | Alejo Durán     | Congo de Oro Especial | Güanyador |